# Macchia mongolica

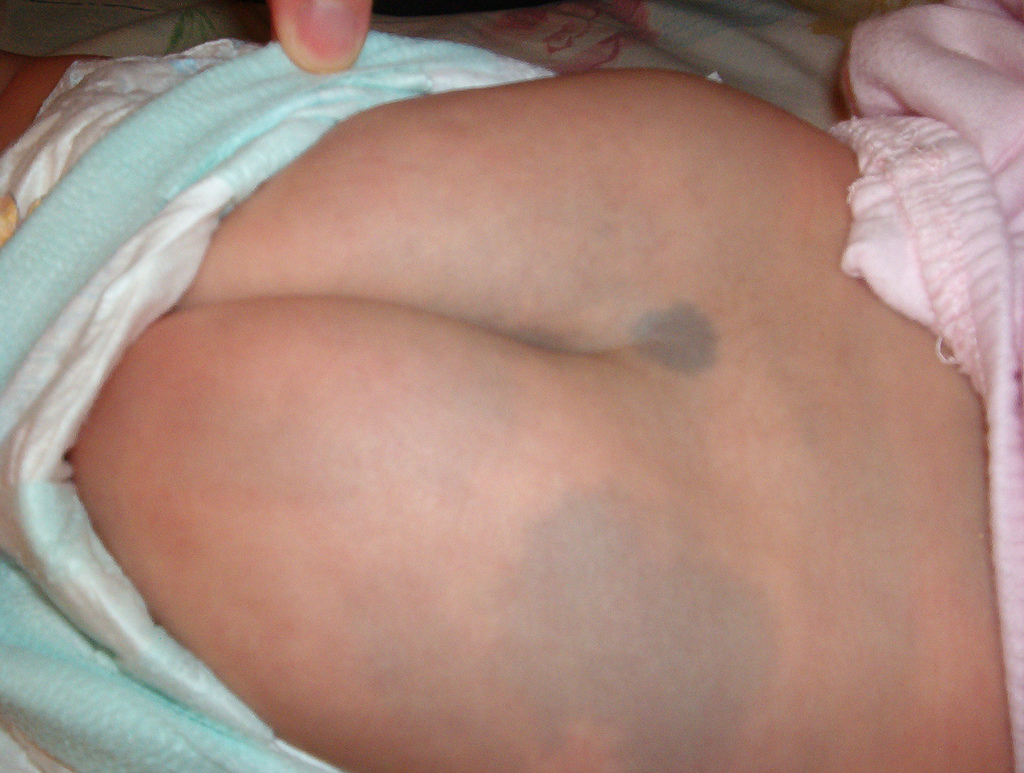
Macchia mongolica su un bimbo di 6 mesi.

Una macchia mongolica, conosciuta anche come "macchia blu della Mongolia", è quella che in dermatologia si definisce come "melanocitosi dermica congenita in regione lombo-sacrale", ovvero una particolare voglia congenita con un tipico colorito bluastro.
La lesione, benigna, si presenta con bordi ondulati e di forma irregolare, piatta, con diametri che possono superare i 10 cm. La regione interessata comprende generalmente le regioni lombari e sacrali, raggiungendo la parte alta delle natiche e l'apice del solco intergluteo. Casi che interessino gli arti o altre regioni cutanee risultano assai rari; se presente al volto invece prende il nome di forma aberrante. Il colore più comune è l'azzurro, anche se possono esserci macchie di colore grigio-blu, nero-blu o marrone scuro.
Il nome è stato dato dal medico tedesco Erwin Bälz. Oltre a essere molto comune tra gli abitanti della Mongolia (oltre il 90% della popolazione) è anche estremamente diffusa tra gli asiatici orientali, i polinesiani, i nativi americani, e gli africani orientali.
La macchia compare alla nascita o nei primi mesi di vita per scomparire di norma dai tre ai cinque anni dopo la nascita e quasi sempre con la pubertà. Ne esistono forme persistenti che non vanno incontro ad autoregressione.